# Mau Mau (Film)
Mau Mau ist ein deutscher Spielfilm von Uwe  Schrader aus dem Jahr 1992.

## Handlung
Die von Inge Garske betriebene Stripbar „Mau Mau“ in Hamburg-St. Pauli läuft schlecht, die Kunden bleiben aus. Der Vermieter hat ein Auge auf Inge geworfen und möchte gemeinsam mit ihr einen modernen Club in den Räumlichkeiten eröffnen. Der Film zeigt die letzten Tage vor der Schließung des Mau Mau und endet mit einer großen Abschiedsfeier mit allen Mitarbeitern und Stammgästen des Lokals.

## Hintergrund
Mau Mau ist der letzte Teil der Spielfilmtrilogie von Uwe Schrader, zu der außerdem Kanakerbraut und Sierra Leone gehören.

## Kritiken
„Der zwischen Milieubeschreibungen und fiktiven Schicksalen pendelnde Film ist trotz aller Bemühungen um Authentizität und Atmosphäre eine eher zwiespältige Gratwanderung, die die Personen im Rahmen von alkohol- und sexseliger Alltags-Poesie eher ausstellt als nachvollziehbar macht. Darstellerisch hervorragend.“

„Man kann auch an Rainer Werner Fassbinder denken, der fast genau an dem Tag, an dem MAU MAU bundesweit ins Kinos kommt, zehn Jahre tot ist. Seit „In einem Jahr mit 13 Monden“ gab es keinen deutschen Film, der mit so viel Zärtlichkeit von Menschen erzählt, die nur die Freiheit haben, unterzugehen. Vier Jahre hat Schrader für MAU MAU gebraucht. Solange dauert es heute, wenn einer im Kino seinen eigenen Kopf benutzt.“

„Niemand im deutschen Film beherrscht wie er die Kunst, einen Raum mit Menschen vollzustopfen und sie dann so vielschichtig miteinander agieren zu lassen, dass sich der Eindruck des Inszenierten verwischt. Schrader schafft Wirklichkeit, die er dann mit seiner Kamera durchdringt.  ... der gnadenlose Realist hat seinen Stil noch perfektioniert.“

„MAU MAU ist ein Glücksfall in der öden deutschen Filmlandschaft. Schraders Dialoge sind treffsicher, cool, witzig. Peter Gauhes Handkamera sammelt Bilder von einem schroffen, bisweilen poetischen Realismus. Und alle Schauspieler bringen eine Natürlichkeit ins Spiel, als hätte sie der Regisseur direkt am Bierhahn verpflichtet. Wer einen so fröhlichen und melancholischen Film wie MAU MAU zustandebringt – ohne Fehler, ohne ein falsches Wort – muß den Kiez mit seinen Nachteulen und Tagedieben lieben...“

„Schrader zeigt diese Welt ohne jeden Voyeurismus. Er ist weder Sozialarbeiter noch Moralapostel. Er ist nur Geschichtenerzähler. Aber was für einer! Und er hat ein Gespür für Schauspieler, wie kaum ein anderer deutscher Regisseur...  MAU MAU beweist auch, welche Potenz der deutsche Film haben könnte, wenn es mehr Leute wie Schrader gäbe, die sich ihrer zu bedienen wüssten.“

„Die Grundstimmung des Films ist die eines schweren Katers. Ein Schwanken zwischen Euphorie und Apathie, das man am besten durch den nächsten Schluck in den Griff bekommt. Diese Erzählhaltung verleiht dem Film eine Härte und eine rauhe Lebendigkeit, die im deutschen Kino einzigartig sind. MAU MAU, dieses Gebilde aus abgerissenen und wieder zusammengeknoteten Handlungsfäden, aus locker und lakonisch verknüpften Episoden, besitzt eine Intensität, von der Filme mit „starken“ Plots nur träumen dürfen.“

„Liebevoll und genau zeichnet Uwe Schrader, der junge Naturalist des deutschen Films, seine Figuren. Im Zentrum von Schraders drastischem Realismus steht auch in MAU MAU eine schmerzliche Schönheit, eine Schönheit von fast moralischer Qualität. In den grell geschminkten, von Leben und bitteren Erfahrungen gezeichneten Gesichtern findet sich ein faszinierender Glanz. Manchmal erscheinen Schraders Figuren wie gefallene Lieblinge der Götter.“

„... der Realismus von MAU MAU ist unbestritten voll von rauher Poesie und unpolierter Schönheit.“

„... die melancholische Milieubeschreibung wird, durch die Augen Schraders gesehen, zu einem fesselnden Film.“

„... Uwe Schrader ist einmal mehr ein dynamischer Film über die Hoffnung, die Wut, die kleinen Freuden und Leiden des Proletariats gelungen. Dabei wird er von einer Truppe sensationeller Darsteller unterstützt...“

## Auszeichnungen
- Internationales Filmfestival von Locarno 1992, Deutscher Wettbewerbsbeitrag.
- FBW-Prädikat „wertvoll“